# Taragt
Taragt (mongoliska: Тарагт Сум, Тарагт, Taragt Sum) är ett distrikt i Mongoliet.   Det ligger i provinsen Övörchangaj, i den centrala delen av landet, 400 km sydväst om huvudstaden Ulaanbaatar.